# コブラナッツ
コブラナッツは、太田プロダクションに所属していたお笑いコンビ。

## 来歴
「ヤングミセス」、「チューバッカー」のそれぞれのコンビで活動していた関谷友美（コブラ関谷）と、ホリプロのお笑いジェンヌのコンビ「あい」で活動していた渡辺夏美（渡辺ナッツ）が、それぞれのコンビが解散した後、2007年7月に結成。
2011年4月3日には、初の単独トークライブ『赤字覚悟! 思い切りました!』（東京都中野区・中野Vスタジオ）を行った。
2011年8月に一度解散し、その後は、渡辺は「わた・ナッツ」、関谷は本名でそれぞれピン芸人として活動していたが、1年後の2012年8月に同じく「コブラナッツ」として再結成することをブログで発表した。
2015年5月6日、ライブ『ババア流星群！』（新宿バッシュ）の出演を以って、コブラナッツ解散。わた・ナッツは引退し、関谷はしばらくピンで活動しながら相方を探していたが、2015年9月に小松崎和也（元朝倉小松崎・元ハッピーパンプキン）とコンビ「花いちご」を結成。同時に関谷の個人名も「関谷あるみ」に改名、引き続き太田プロダクションに所属して活動。なお、花いちごの名付け親は同じ太田プロに所属する芸人のホシノユキ。ただ、ネット検索が困難だった事情から、2016年11月22日の関谷の誕生日に合わせて、コンビ名は片仮名書きの「ハナイチゴ」に変更、関谷の芸名も本名の「関谷友美」に戻したことを発表した。

## メンバー
- わた・ナッツ（1986年6月22日（39歳） - ）

本名・渡辺夏美（わたなべ なつみ）
ツッコミ担当。立ち位置は右。
かつては『渡辺ナッツ』の芸名があった。
福島県出身、身長158cm、血液型A型。
特技はダンス、マラソン。
2007年3月に東京アナウンス学院を卒業。
かつては松田佳奈とのお笑いコンビ「あい」のメンバーで、ホリプロに所属していた。「あい」として、『ストリートファイターズ』（テレビ朝日）などに出演。また、ちゃこ（元すきゃんぴ、2009年12月から『ねことら』メンバー）はホリプロ時代の同期だった。
2010年1月5日のR-1ぐらんぷり2010に出場した時には、女子高生役で親との会話の一人コントを演じた。
芸人女子野球部『ミラクルキッシーズ』に、元相方・関谷と共に所属している。
- 関谷友美（せきや ともみ、1983年11月22日（41歳） - ）

ボケ担当。立ち位置は左。
かつては『コブラ関谷』の芸名があった。
埼玉県出身、身長160cm、血液型O型。
環境社会検定（eco検定）の資格を持っている。
特技はチアリーディング、ローラースケート。ローラースケートは、東京都練馬区の大会で2位になった実力を持っている。
かつてはチェリー伊倉とのお笑いコンビ「ヤングミセス」のボケ担当。2006年9月にヤングミセス解散後、一時期「チューバッカー」という男女コンビで活動。
2004年に吉本女子プロレスで、練習生としてプロレスをやっていたことがあり、以前はそのプロレスをネタにした芸を披露していた。
芸能人女子フットサルチーム「YOTSUYA CLOVERS」に所属していたが、2006年12月29日のファンイベントをもって退団した。
R-1ぐらんぷり（2010）には、2009年12月26日に初出場。「さいたまYou愛党」の演説のコントを演じた。
解散後ピン芸人となってからは、チアリーダー、“アイドル芸人”などのキャラクターでの一人コントを演じている。
伊藤みどりのファンになって以来、フィギュアスケートのファンであり、ブログのタイトルもそれに合わせたものになっている。また、最近10年ほど節約生活に努めているという。
自称、麻美ゆま似。
プロ野球は東京ヤクルトスワローズファン。
吉本新喜劇の座員、レイチェルは同じ高校の同級生。
2013年当時は白幡いちほと、2015年当時は同じ事務所の後輩芸人の薄幸と、それぞれ同居していた。
芸人女子軟式野球部「ミラクルキッシーズ」を発足させ、活動している。野球を知らなかったところから野球好きになり、マキタ学級野球チームに入ってプレー。そこで芸人女子だけでのチームを作りたいと思い立ち、チームの結成に至った。

## 芸風
冒頭挨拶の後で、両手を前に突き出して「シャーッシャーッシャーッ!」と言う台詞を発するのが定番となっている。また、かつてはブリッジのような形で「ワッショイワッショイワッショイワッショイ!」という台詞を入れることがあった。
渡辺の、スリッパを持ってジタバタするような突っ込みの仕方もあった（この時は関谷を叩かず、自分を叩く）。
2013年からは、ボディコンの衣装で「セクシーな肉食系女子」に扮し、肉食系女子にありがちなネタのショートコントを演じることも多くなっていた。

## 出演

### テレビ
- BSブランチ（BS-TBS） - 2009年9月5日
- 太田プロLive!月笑（テレ朝チャンネル）
- お笑い図鑑 ハマヌキ（テレビ神奈川）
- 時々おとなも迷々（NHK総合テレビ）- 2010年1月11日、渡辺のみ
- 『ぷっ』すま（テレビ朝日）- 2010年2月9日「ザ・ギリギリマスター! ギリギリ女芸人」
- 使える!アイデアハウス（テレビ朝日） - 2010年9月4日
- タモリ倶楽部（テレビ朝日）- 2010年11月19日
- ダチョリブレ（テレ朝チャンネル）- 関谷のみ
- ☆まかりな☆の新春!女芸人大集合!（あっ!とおどろく放送局）- 2011年1月4日
- コブラナッツのトークライブへの道（USTREAM）- 2011年1月23日-
- 一緒に育てよ♪ふれ愛ドル火曜（あっ!とおどろく放送局）- 2011年1月25日
- 劇団ひとりの新番組を考える会議（テレビ朝日）- 2011年5月24日
- キョクターン（TBSテレビ）- 2011年7月3日
- 女神のマルシェ（日本テレビ）- 関谷のみ
- とちぎ発!旅好き!（とちぎテレビ 他）- 準レギュラー
- 有吉ジャポン（TBSテレビ）- 2014年2月14日
- 爆笑シャットアウト!（NHK総合）- 2014年4月5日
- PON!（日本テレビ）- 2014年5月16日「どんよりどんびき 天カメ一武道会」コーナー、2014年9月15日『PON-1グランプリ』、2015年3月20日『PON-1グランプリ』
- とんねるずのみなさんのおかげでした・博士と助手〜細かすぎて伝わらないモノマネ選手権〜（フジテレビ）- 2014年7月10日（第20回・未公開版）、関谷のみ、アンバランス黒川忠文と共演
- お願い!モーニング（テレビ朝日）- 『15秒で目が覚める一発ギャグランキング』コーナー 2014年10月14日初出演
- ピエール瀧のしょんないTV（静岡朝日テレビ）- 2016年6月30日・7月7日、関谷、ナッツとも「ミラクルキッシーズ」のメンバーとして出演

これ以降、ハナイチゴのメンバーとなってからの関谷の出演については、ハナイチゴ (お笑いコンビ)#出演の節を参照。

### ライブ
- 『太田プロJrライブ』
- お笑いライブ「TEPPEN」